# 2. Garde-Brigade HVO
Die 2. Garde-Brigade HVO (kroatisch 2. gardijska brigada HVO) war eine 1993 während Bosnienkriegs gegründete Brigade der mechanisierten Infanterie des Kroatischen Verteidigungsrates (HVO). In der Nachkriegszeit gehörte die Garde-Brigade zu den kroatischen Truppen der 1995 gegründeten Armee der Föderation Bosnien und Herzegowina.
Stationierungsort der 2. Garde-Brigade war die Kaserne „Stanislav Baja Kraljević“ in Rodoč, einem südlichen Vorort der Stadt Mostar. Bis zur Auflösung der Einheit im Jahr 2005 durchliefen insgesamt etwa 5.000 Gardisten die Einheit.

## Geschichte
Auf Anordnung von Mate Boban (1940–1997) als Präsident der Kroatischen Republik Herceg-Bosna vom 29. Dezember 1993 wurde die 2. Garde-Brigade HVO aus Teilen des Kažnjenička bojna, des Lakojurišna bojna, der Hrvatska legija časti und des 60. gardijsko-desantna bojna “Ludvig Pavlović” gebildet. Später ging auch die Spezialeinheit Gavran 2 in der Brigade auf.
Während des Bosnienkrieges hatte die Brigade 163 Gefallene zu beklagen, deren Namen und Abbildungen in einer, Johannes dem Täufer geweihten, Kapelle auf dem Kasernengelände angebracht sind.

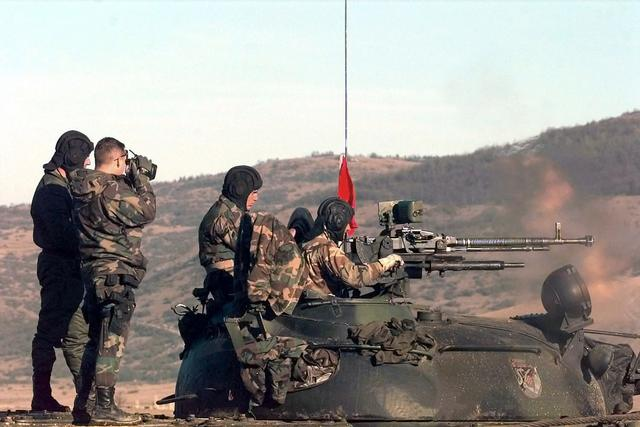
Angehörige der 2. Garde-Brigade feuern während einer Militärübung aus einem 12,7-mm-Maschinengewehr eines T-55-Kampfpanzers.

## Auszeichnungen

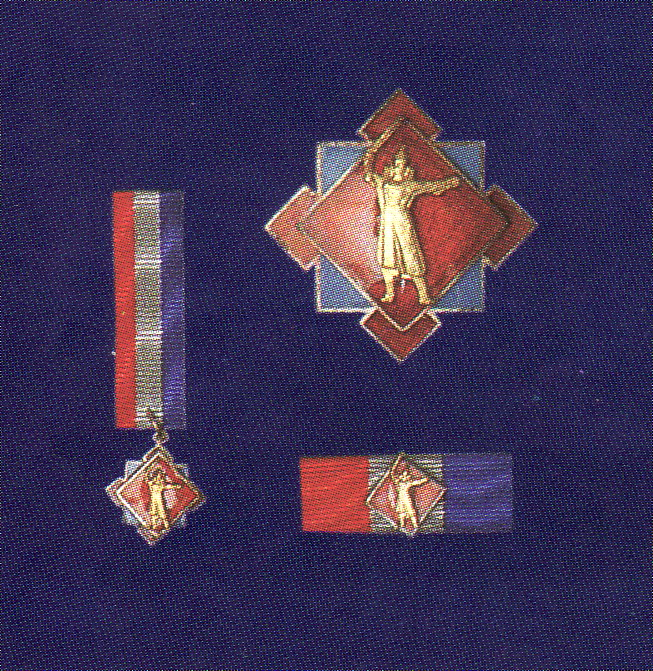
Der Orden des Nikola Šubić Zrinski ist benannt nach Nikola Šubić Zrinski und wird für Heldentaten im Krieg verliehen.

Zum 25. Jahrestag der Operation Oluja verlieh Zoran Milanović als Präsident der Republik Kroatien am 4. August 2020 für Heldentaten im Bosnienkrieg den Orden des Nikola Šubić Zrinski an die 2. Garde-Brigade und weitere Einheiten des HVO. Milanović sagte dazu:

„Der Krieg ist vorbei, aber nach dem Krieg gab es Versuche, diesen Krieg als eine Art gemeinsames kriminelles Unternehmen vor dem Haager Tribunal darzustellen. Auf die Motive werde ich nicht eingehen. Wir hatten das Glück, dass keiner unserer Generäle, die die Befehle der damaligen politischen Führung ausführten, wegen dieses sogenannten gemeinsamen kriminellen Unternehmens verurteilt wurde. Dieses gemeinsame kriminelle Unternehmen, von dem ich spreche, ist eines der dümmsten und hässlichsten Erfindungen, die man jemals versucht hatte, Kroatien aufzuzwingen. Ich freue mich, Ihnen diese Ehrungen überreichen zu können – Ihnen und den Brigaden aus Bosnien und Herzegowina, die für die Befreiung Kroatiens und die Rettung von Bihać gekämpft haben!“

## Galerie (1998)

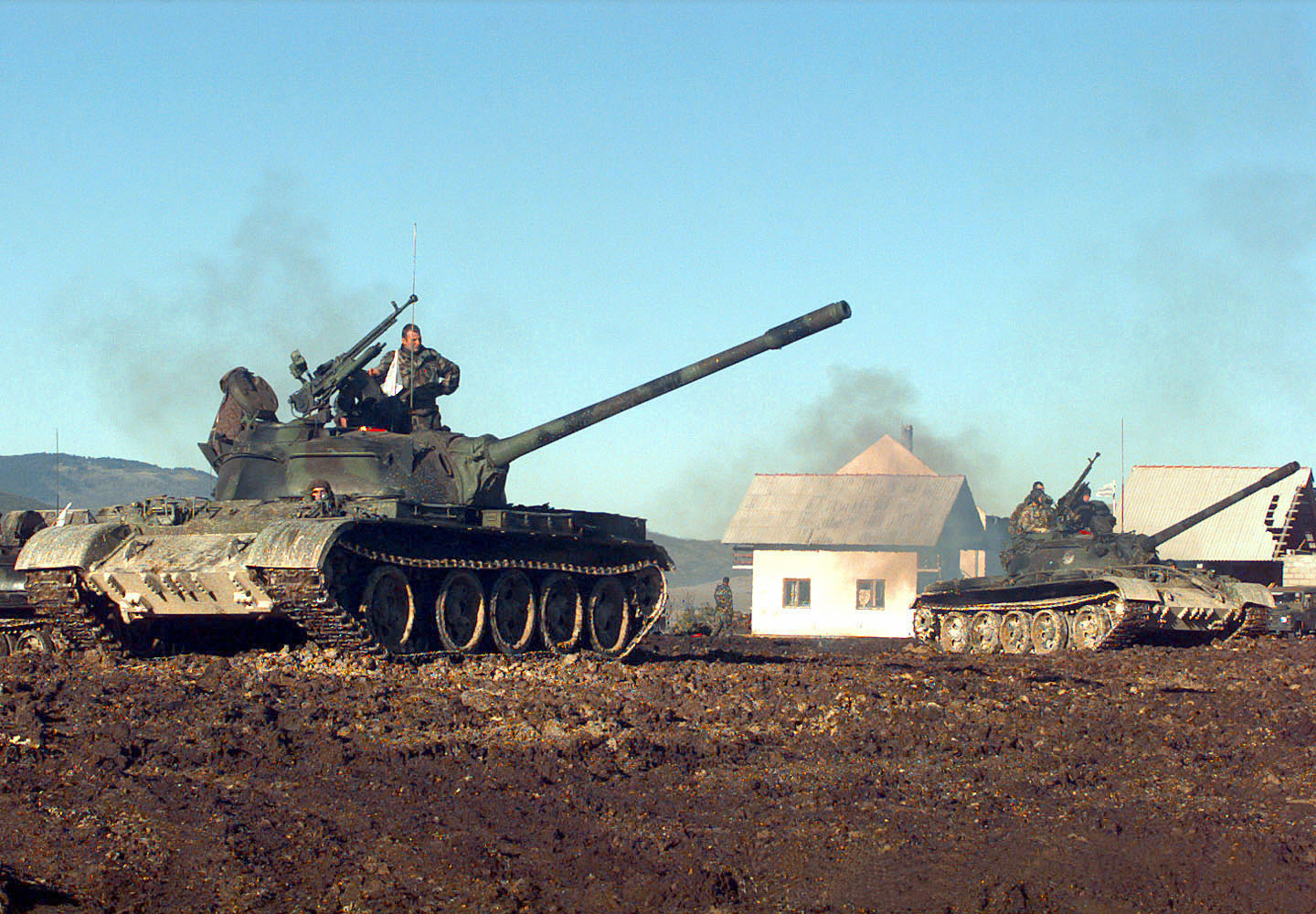
Zwei T-55-Panzer der 2. Garde-Brigade in Kampfstellung während einer Militärübung im Gebiet von Glamoč.
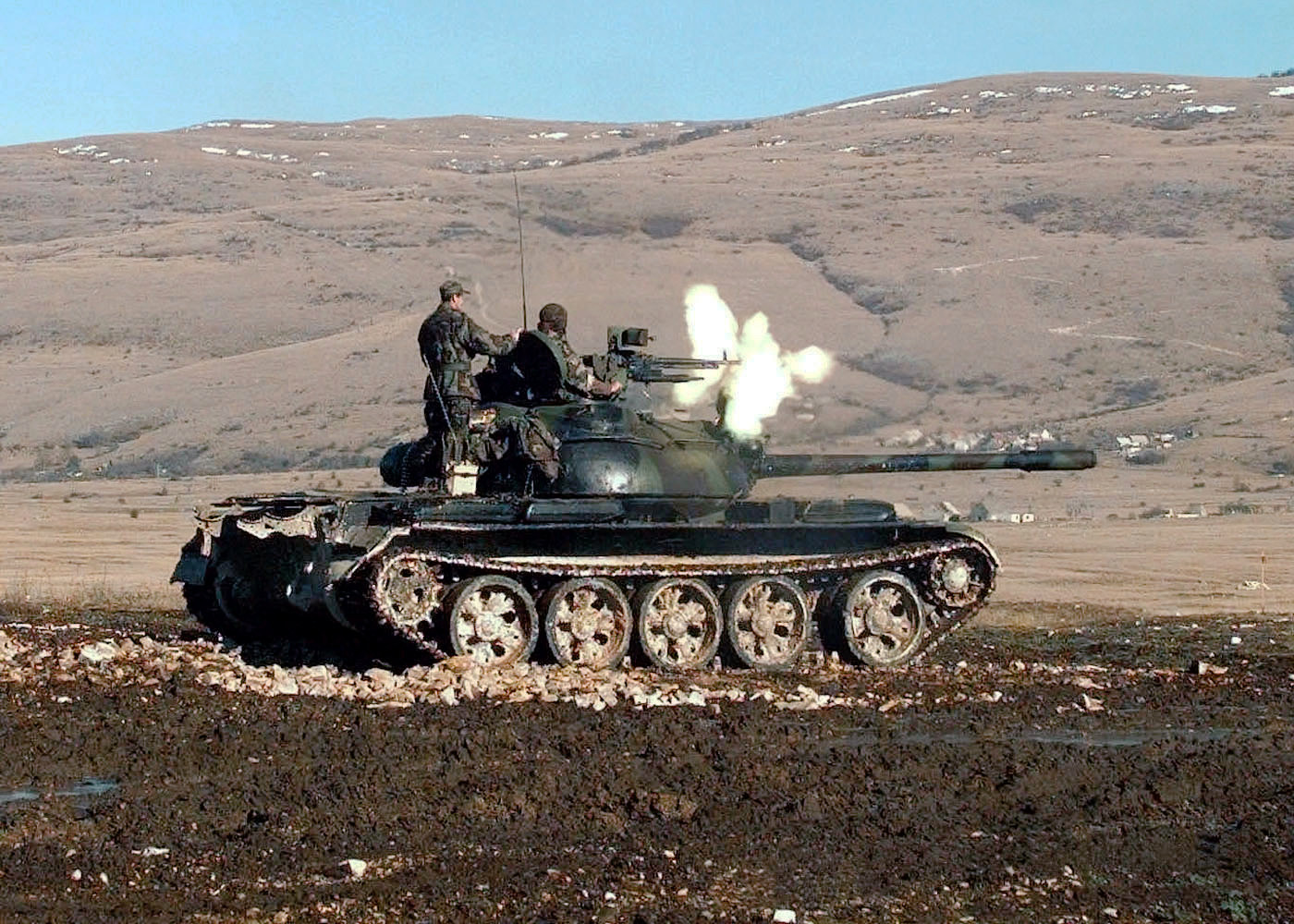
Angehörige der 2. Garde-Brigade feuern während einer Militärübung aus einem 12,7-mm-Maschinengewehr eines T-55-Kampfpanzers.
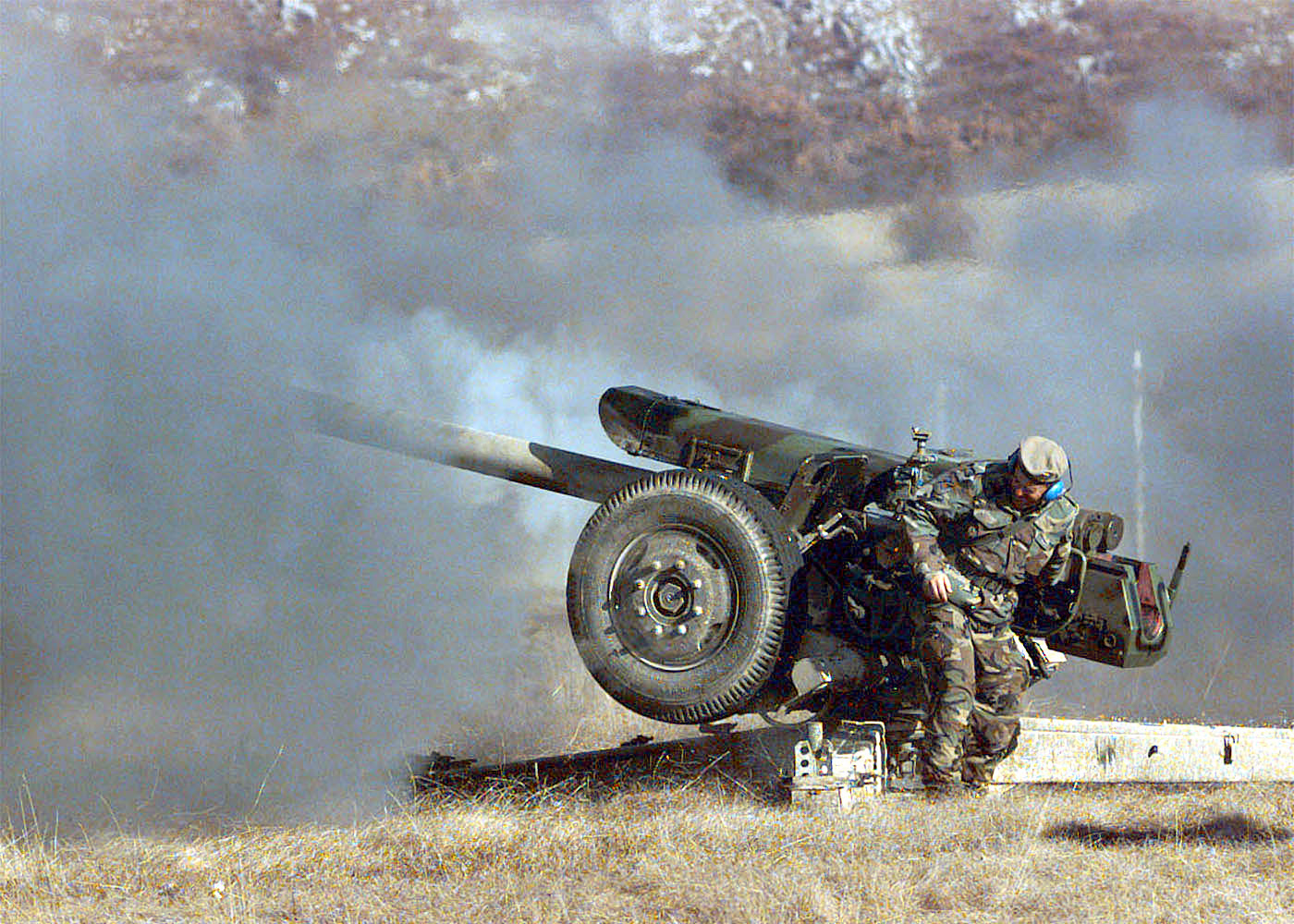
Angehöriger der Brigade beim Abfeuern einer 122-mm-Haubitze D-30J während einer Militärübung.